# Рахімжанов Міржан Бейбутович
Рахімжанов Міржан Бейбутович (18 серпня 1983, Семипалатинськ, Семипалатинська область, Казахська Радянська Соціалістична Республіка) — казахський боксер, призер чемпіонату Азії.

## Аматорська кар'єра
Міржан Рахімжанов був чемпіоном Казахстану в 2002, 2004 і 2009 роках.
На Кваліфікаційному турнірі 2004 в Карачі, Пакистан кваліфікувався на Літні Олімпійські ігри 2004 в категорії до 51 кг. На Олімпіаді переміг Джозефа Серрано (Пуерто-Рико), а в другому бою програв Георгію Балакшину (Росія) — 20-29.
2004 року виграв чемпіонат світу серед військовослужбовців.
На чемпіонаті світу 2005 в категорії до 54 кг програв в першому бою.
На Кубку світу 2005 у складі збірної Казахстану здобув перемоги в трьох поєдинках, у тому числі в півфіналі над Андрі Лаффіта (Куба).
На чемпіонаті світу 2007 Рахімжанов здобув дві перемоги, в тому числі в 1/16 фіналу над Рустамом Рахімовим (Німеччина), а в 1/8 фіналу програв Гу Юй (Китай).
Рахімжанов не зумів кваліфікуватися на Олімпійські ігри 2008.
Після завершення виступів перейшов на тренерську роботу.